# Graphis xanthospora
Graphis xanthospora är en lavart som beskrevs av Müll. Arg. Graphis xanthospora ingår i släktet Graphis och familjen Graphidaceae.   Inga underarter finns listade i Catalogue of Life.